# Septembertestament

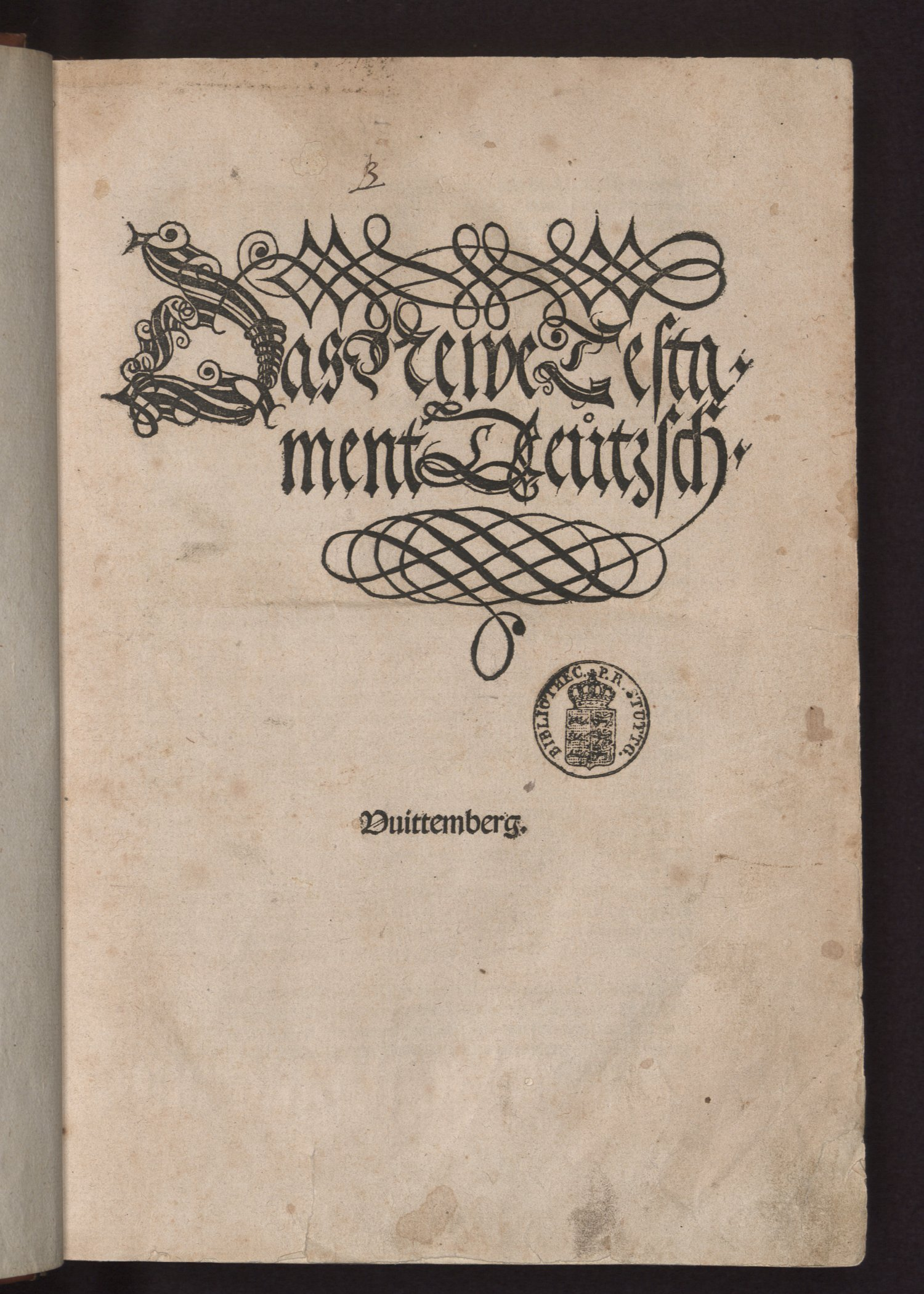
Septembertestament, Titelseite (Württembergische Landesbibliothek, Signatur: Bb deutsch 152201)

Das Septembertestament war der Urdruck von Martin Luthers Übersetzung des griechischen Neuen Testaments in die frühneuhochdeutsche Sprache, die er während seines Aufenthalts auf der Wartburg in zehn Wochen angefertigt hatte. Die Offizin von Melchior Lotter dem Jüngeren in Wittenberg druckte den mit Holzschnitten versehenen Folioband in einer Auflage von etwa 3000 Exemplaren. Er kam am 21. September 1522 ohne Verfassernamen in den Handel; der Titel lautete: Das Newe Testament Deůtzsch.
Das Septembertestament war der erste Druck eines Teils der Bibel, der später in der Lutherbibel Niederschlag fand. Mit ihm trat Luther erstmals als Bibelübersetzer hervor.
Ein Exemplar des Septembertestaments im Bestand der Herzog August Bibliothek in Wolfenbüttel gehört zu den frühen Schriften der Reformationsbewegung, die 2015 gemeinsam in das Weltdokumentenerbe in Deutschland aufgenommen wurden.

## Rohübersetzung auf der Wartburg

### Arbeitspensum

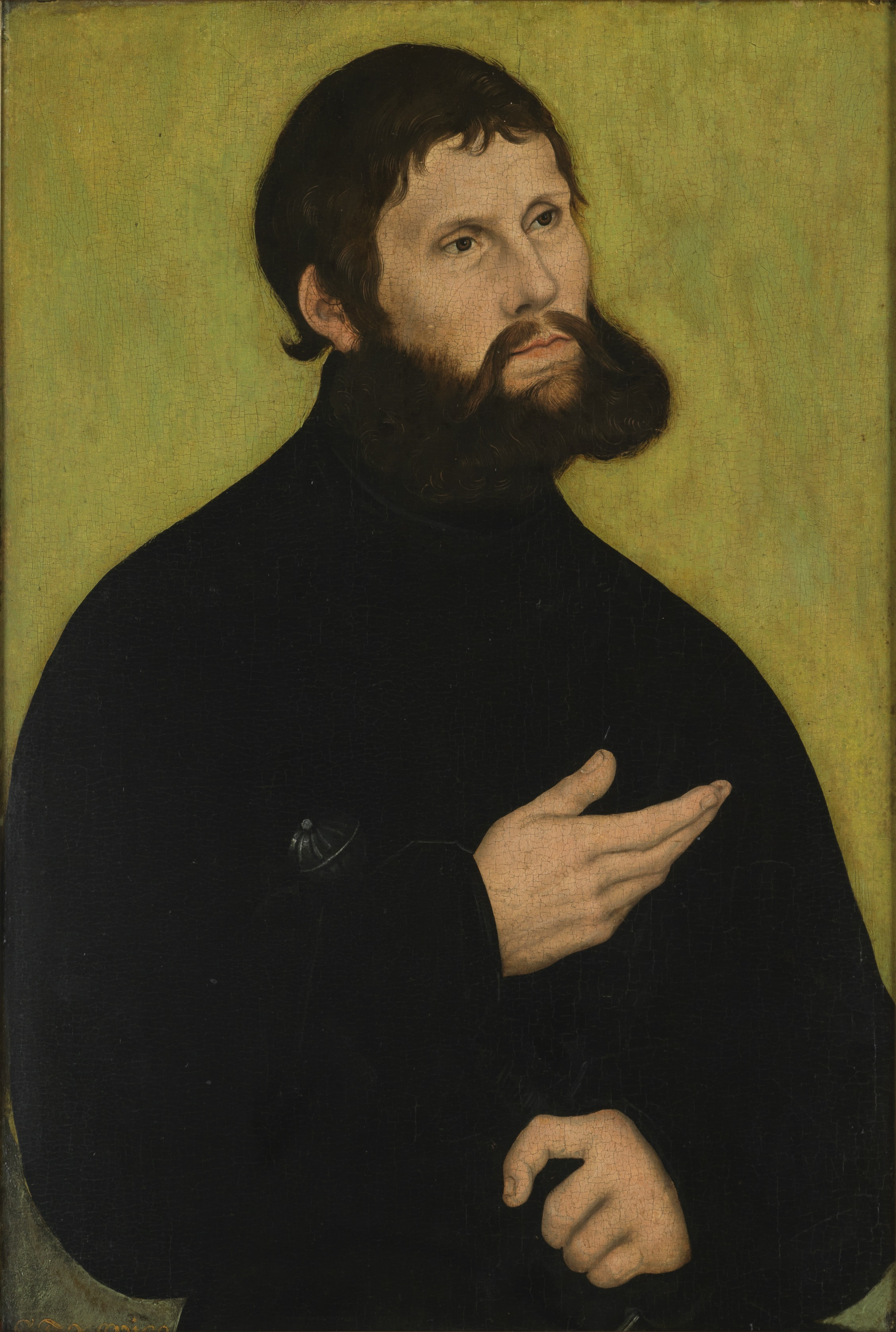
Martin Luther als Junker Jörg (Lucas Cranach der Ältere, 1522 Weimarer Stadtschloss)

Ab Mai 1521 verbrachte Luther zehn Monate auf der Wartburg. Er legte Habit und Tonsur des Augustiner-Eremiten ab und nahm die Identität eines „Junker Jörg“ an. Es war für ihn eine Zeit erzwungener Muße, die er zu intensiver literarischer Produktivität nutzte. Erst im letzten Viertel seiner Wartburgzeit befasste er sich mit der Übersetzung des Neuen Testaments. Aus einem Brief an Johannes Lang geht hervor, dass er diese Arbeit am 18. Dezember 1521 begann. Vorausgegangen war ein Kurzbesuch inkognito in Wittenberg, bei dem die Kollegen ihn zu dieser Arbeit gedrängt hatten – wie man annimmt, war Philipp Melanchthon dabei Wortführer. Als Luther am 1. März 1522 auf eigenes Risiko die Wartburg verließ und nach Wittenberg zurückkehrte, war das Manuskript seiner Rohübersetzung abgeschlossen. Das sind (Sonntage eingerechnet) 73 Arbeitstage. In der modernen wissenschaftlichen Textedition des Novum Testamentum Graece umfasst das griechische Neue Testament 680 Seiten; Luther übersetzte also, bezogen auf das NT Graece, durchschnittlich neuneinhalb Seiten griechischen Text pro Tag.

### Luthers Handapparat
Luthers Arbeitsgrundlage war das von Erasmus von Rotterdam herausgegebene Novum Testamentum omne in der 2. Auflage (Froben, Basel 1519). Es enthielt in zwei Spalten den griechischen Bibeltext mit Anmerkungen und eine von Erasmus angefertigte Übersetzung ins Lateinische. Luther profitierte von diesen Hilfsmitteln, aber bei seinem hohen Arbeitstempo konnte er sie nicht ausschöpfen. Auf der Wartburg scheint Luther hauptsächlich einen Nachdruck des Novum Testamentum omne (Hagenau 1521) benutzt zu haben, den ihm Nikolaus Gerbel im Sommer 1521 als Geschenk zugesandt hatte und der die Spalte mit Erasmus’ lateinischer Übersetzung nicht enthielt, außerdem war dort eine Vulgata-Bibel zur Hand.

### Luthers Griechischkenntnisse
Obwohl Luther auf der Wartburg den griechischen Text zugrunde legte, klingt immer wieder die Vulgata an, dies dürfte, so Volker Leppin, „an der intensiven Einbindung in das liturgische Vollziehen des späten Mittelalters und damit an die Prägung der Erinnerung durch den Vulgata-Text liegen.“ Besonders in der älteren Forschung werden Luthers Griechischkenntnisse als sehr elementar und für einen selbständigen Umgang mit dem Text unzureichend eingestuft. So urteilte Hermann Dibbelt: „Nur einen lateinischen Text, nämlich den der Vulgata und den von Erasmus’ Übersetzung konnte er in der erstaunlich kurzen Zeit … ins Deutsche übertragen. Das Griechische fand nur gelegentlich, zumeist auf Anregung durch die Annot[ationes, d. h. Anmerkungen] des Erasmus Berücksichtigung.“ Heinrich Bornkamm stimmte zwar zu, dass Luther in seiner Übersetzungsarbeit auf die Vulgata und Erasmus’ Novum Testamentum omne angewiesen gewesen sei. Besonders zeige sich das darin, dass er regelmäßig falsch übersetze, wenn er sich gegen diese beiden entscheide. Aber trotzdem sei der Blick bei der lebendigen, komplexen Übersetzungsarbeit zwischen den verschiedenen Büchern seines Handapparats hin- und hergegangen. Luther habe immer wieder den griechischen Text verglichen und nicht (wie Dibbelt suggerierte) an diesem vorbei aus dem Lateinischen übersetzt.
Als Voraussetzungen brachte Luther mit, dass er seit rund fünfzehn Jahren ein intensiver Leser der (lateinischen) Bibel und seit zehn Jahren Inhaber einer Bibelprofessur an der Universität Wittenberg war. Das bedeutete auch, dass er exegetisch auf dem neuesten Stand war. Sein Wittenberger Mitbruder und persönlicher Freund Johannes Lang entwickelte sich ab etwa 1515 zum Gräzisten und trat 1519 eine Griechischprofessur an der Universität Erfurt an. Luther dürfte sich mit Lang in den gemeinsamen Wittenberger Jahren über Fragen des griechischen Bibeltextes ausgetauscht haben, aber ein regelrechter Unterricht ist aus den Quellen nicht zu belegen. Dagegen spricht, dass Luther durch viele andere Aufgaben beansprucht war. Luther hielt ab 1515 Vorlesungen über neutestamentliche Briefe. Darin bezeichnete er die Vulgata als „unsere Übersetzung“ (interpres noster, nostra translatio). Er schmückte seinen Kommentar mit der Erläuterung einiger griechischer Vokabeln, besaß aber schlechte Kenntnisse der griechischen Grammatik. Mehrfach lässt sich zeigen, dass Luther dort, wo er in seinen Vorlesungen auf den griechischen Text einging, nicht diesen selbst zugrunde legte, sondern übernahm, was er in seiner lateinischen Sekundärliteratur dazu fand.
Eine Wende trat ein, nachdem Melanchthon als Griechischprofessor nach Wittenberg gekommen war. Im Winter 1518/19 trieb Luther intensive Griechischstudien, allerdings war sein Interesse an dieser Sprache nicht von langer Dauer. Einen Band Homer, den er sich im ersten Eifer gekauft hatte, überließ er später Melanchthon. Johannes Lang schrieb ihm nach Humanistenart einen griechischen Brief, und Luther antwortete am 18. Dezember 1519: „Ich verstehe nicht ganz, was du willst, da du auf griechisch geschrieben hast.“
Briefe vom 14. Mai und 10. Juni 1521 an Georg Spalatin belegen, dass Luther bald nach seiner Ankunft auf der Wartburg die erzwungene Muße für griechische und hebräische Sprachstudien nutzte.

### Luthers Bibelprosa
Nach Sebastian Seyferth standen Luther drei übersetzungstechnische Methoden zur Verfügung: wortgetreu, sinngemäß oder umschreibend. Er wechselte „der theologischen Semantik entsprechend“ bewusst zwischen diesen Methoden.
Luthers Bibelprosa, wie sie bereits im Septembertestament vorliegt, ist gekennzeichnet durch eine Syntax, bei der das Verbum im Nebensatz häufig nach vorn gezogen wird. Das vorangestellte Genitivattribut („meines Vaters Haus“ statt „das Haus meines Vaters“) war schon in den 1520er Jahren nicht mehr alltagssprachlich. Die parataktische Reihung von Sätzen durch „und“ und das nachgestellte „aber“ („es begab sich aber“) hatten einen sakralsprachlichen Klang – auch zu Luthers Zeit.

Die Weihnachtsgeschichte im 2. Kapitel des Lukasevangeliums hatte schon im Septembertestament weitgehend ihre klassische Form: 

„8 Vnnd es waren hirtten ynn der selben gegend auff dem feld, bey den hurtten, vnnd hutteten des nachts, yhrer herde, 9 vnnd sihe, der engel des herrnn trat zu yhn, vnd die klarheyt des herren leuchtet vmb sie, vnnd sie furchten sich seer, 10 vnnd der Engel sprach zu yhn, furcht euch nicht, Sehet, ich verkundige euch grosse freude, die allem volck widderfaren wirt, 11 denn euch ist heutte der heyland geporn, wilcher ist Christus der herre, ynn der stadt Dauid, 12 vnnd das habt zum zeychen, yhr werdet finden das kind ynn windel gewickellt, vnd ynn eyner krippen ligen, 13 Vnnd als bald war da bey dem engel, die menge der hymlischen heerscharen, die lobeten Gott, vnd sprachen, 14 Preys sey Gott ynn der hohe, vnd frid auff erden, vnd den menschen eyn wolgefallen.“

Es ist ein sorgfältig gestalteter Text. Mehrfach begegnet die für Luther typische „Alliteration in kleinsten Einheiten“, zum Beispiel in der Engelsbotschaft: verkündige – Freude – Volk – widerfahren; heute – Heiland – Herr. Corinna Dahlgrün stellt in Vers 8 eine Häufung des anlautenden h und eine Bevorzugung heller Vokale fest, „dazu eine Satzkomposition, die rhythmisches, zwischen Hebungen und Senkungen schwingendes Sprechen nahelegt.“

## Vom Manuskript zum Buch

### Ausarbeitung der Übersetzung
Die auf der Wartburg angefertigte Rohübersetzung ist als Manuskript nicht erhalten; bekannt ist aber, dass Luther sie in Wittenberg im Frühjahr/Sommer 1522 mit Hilfe des Griechischprofessors Philipp Melanchthon noch einmal überarbeitete und weitere Humanisten wie Georg Spalatin bei Einzelfragen berieten. Melanchthons Anteil am deutschen Neuen Testament, das schließlich in den Druck ging, ist nicht mehr feststellbar. Er scheint aber besonderen Wert auf die korrekte Wiedergabe der Realien gelegt zu haben, wie sein Briefwechsel mit auswärtigen Humanisten dokumentiert.
Hier in Wittenberg stand Luther jedenfalls Erasmus’ lateinische Übersetzung zur Verfügung. Ihr Einfluss lässt sich ebenso wie der der Vulgata im Septembertestament aufzeigen. Vermutet wird, dass Luther als Wörterbuch das Dictionarium Graecum von Valentin Curio (Basel 1519) benutzte. Dieses Dictionarium war eine griechisch-lateinische Wortliste, wobei die lateinischen Entsprechungen meist aus der Vulgata genommen waren. Das heißt, dass Luthers Weg zum griechischen Text immer über das Lateinische ging. Wenn ein griechisches Wort einen anderen Bedeutungsumfang hatte als sein lateinisches Pendant, war das für ihn kaum erkennbar, da alle Hilfsmittel lateinisch waren. Bei Luthers Übersetzung des Neuen Testaments wirkte daher „das Lateinische gleichsam wie ein Filter zwischen dem griechischen Ausgangstext und der deutschen Zielsprache.“

### Bibelvorreden und Beigaben

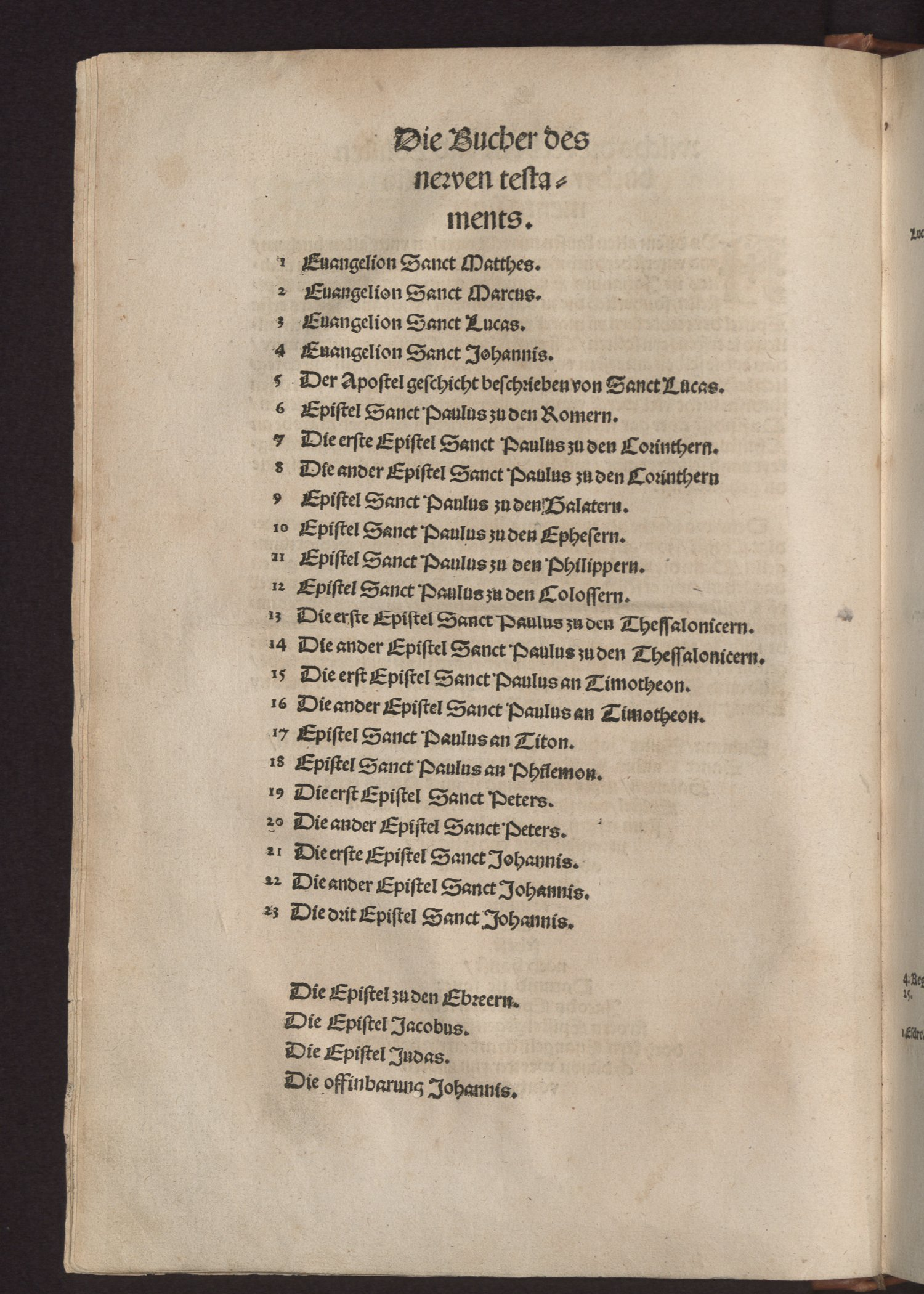
Septembertestament, Inhaltsverzeichnis (Württembergische Landesbibliothek)

In einer Vulgata-Ausgabe liest man Vorworte des Hieronymus zu den einzelnen biblischen Schriften. An ihre Stelle traten im Septembertestament Vorreden, die Luther zu diesem Zweck neu verfasst hatte:
- Vorrede (auf das ganze Neue Testament). „Es wäre wohl recht und billig, daß dies Buch ohne alle Vorrede und fremden Namen ausginge und nur sein selbst eignen Namen und Rede führete.“[20] Mit diesem Satz beginnt das ohne Verfassernamen gedruckte Septembertestament. Aber der Leser solle richtig verstehen, dass dieses Buch nicht, wie man gewöhnlich sagt, vier Evangelien enthält, sondern das ganze Neue Testament ein Evangelium sei. „Denn Euangelion ist ein griechisch Wort und heißt auf Deutsch gute Botschaft, gute Märe, gute neue Zeitung [d. h. Nachricht], gut Geschrei, davon man singet, saget und fröhlich ist.“[21] Daher sei es ein Missverständnis, das durch die Bibelvorreden des Hieronymus gefördert werde, wenn man aus dem Neuen Testament ein Gesetzbuch mache, eine Zusammenstellung von Geboten für den christlichen Leser. „Denn das Evangelium fordert eigentlich nicht unser Werk, daß wir damit fromm und selig werden, ja, es verdammt solche Werke. Sondern es fordert nur den Glauben an Christum, daß derselbige für uns Sünde, Tod und Hölle überwunden hat …, daß wir uns seines Sterbens und Siegs mögen annehmen [d. h. aneignen], als hätten wirs selbst getan.“[22]
- Welches die rechten und edelsten Bücher des Neuen Testaments sind: Nach diesen Kriterien sind das Johannesevangelium und die Paulusbriefe (vor allem der Römerbrief) sowie der Erste Petrusbrief die wichtigsten Schriften des Neuen Testaments, die man sich durch tägliches Lesen aneignen sollte. Das Johannesevangelium ist das „eine, zarte, rechte Hauptevangelium“ und viel wichtiger als Matthäus, Markus und Lukas, weil es sich auf die Reden Christi konzentriert und nicht auf seine Wundertaten. Umgekehrt ist der Jakobusbrief, verglichen mit den Paulusbriefen und dem Ersten Petrusbrief, „eine recht stroherne Epistel.“[23]
- Die Bücher des Neuen Testaments. Unter diesem Titel folgt ein Inhaltsverzeichnis (Foto), das schon jene für die Lutherbibel charakteristische Umgruppierung der neutestamentlichen Briefe bringt. Nach den Paulusbriefen folgen die beiden Petrusbriefe und die drei Johannesbriefe. Ohne Nummerierung, insofern gegenüber den anderen Schriften des Neuen Testaments abgewertet, bilden Hebräerbrief, Jakobus- und Judasbrief sowie die Offenbarung des Johannes den Schluss.
- Vorrede auf die Epistel Sanct Paulus zu den Römern: Der Römerbrief ist „das rechte Hauptstück des Neuen Testaments und das allerlauterste Evangelium.“ Damit der Leser ihn richtig verstand, erklärte Luther ihm einige Schlüsselbegriffe: Gesetz, Sünde, Gnade, Glaube, Gerechtigkeit, Fleisch und Geist. Anschließend ging er den Brief kapitelweise durch und erläuterte die Argumentation des Paulus.[24]
- Alle folgenden Paulusbriefe haben knappe Inhaltsangaben von einer Seite Text oder weniger. Auch die beiden Petrusbriefe werden auf diese Weise nur kurz vorgestellt; die drei Johannesbriefe haben eine gemeinsame knappe Vorrede.
- Vorrede auf die Epistel an die Hebräer. Dieses Schreiben und die danach folgenden Schriften rechnete Luther laut Vorwort nicht unter die „Hauptbücher“ des Neuen Testaments. Der Hebräerbrief sei keinesfalls von Paulus verfasst worden, da seine Theologie von den echten Paulusbriefen abweiche. Der Verfasser bleibe unbekannt. Dass im Hebräerbrief eine zweite Buße nach der Taufe als unmöglich gilt, bezeichnete Luther als „einen harten Knoten“; abgesehen davon behandle der Hebräerbrief aber das Priestertum Christi in meisterlicher Weise. Auch seine Auslegung des Alten Testaments wird von Luther gewürdigt.[25]
- Vorrede auf die Episteln S. Jacobi und Judae. Der Jakobusbrief enthalte nicht die Rechtfertigungslehre und erwähne nicht einmal Tod und Auferstehung Christi. Er könne daher keinesfalls die Schrift eines Apostels sein. „Aber dieser Jakobus tut nicht mehr, als daß er treibt zu den Gesetzen und seinen Werken, und wirft so unordentlich eins ins andere, daß mich dünket, er sei irgend ein guter frommer Mann gewesen,“[26] der Aussprüche der Apostelschüler zusammengestellt habe. Jeder möge sich zum Jakobusbrief seine eigene Meinung bilden. Beim Judasbrief war Luther sich sicher, dass es sich um einen „Auszug oder Abschrift“ aus dem Zweiten Petrusbrief handle. Bedenklich sei auch, dass er Zitate und Motive bringe, die im Alten Testament gar nicht enthalten seien.[27]
- Vorrede auf die Offenbarung S. Johannis. Hier betonte Luther, dass er niemandem seine Meinung aufdrängen wolle, aber persönlich überzeugt sei, dass der Verfasser der Johannesoffenbarung weder Apostel noch Prophet gewesen sei. Luther missbilligte die schwer verständliche Bildsprache und den hohen Anspruch, mit dem der Verfasser auftrat. In der Offenbarung werde bei Nichtbefolgung Strafe angedroht und bei der Befolgung Seligkeit verheißen, ohne dass deutlich würde, um welche Gebote es da eigentlich gehe. Mehrere Kirchenväter kritisierten die Johannesoffenbarung, und das stehe gegen das überschwängliche Lob durch Hieronymus. „Endlich halte jedermann davon, was ihm sein Geist gibt, mein Geist kann sich in das Buch nicht schicken…“ Es gebe andere, wichtigere Bücher im Neuen Testament, die Christus „hell und rein“ verkündeten, an die wolle er sich halten.[28]

Thomas Kaufmann betont den stark subjektiven Zugang zum Neuen Testament, der diese Vorreden prägt und damit dem Septembertestament sein Profil gibt: Luther bestimmte eine theologische Mitte des Neuen Testaments (= Evangelium); daraus folgte für ihn eine unterschiedliche Relevanz der neutestamentlichen Schriften. Später begründete Luther auch einige seiner von Zeitgenossen kritisierten Übersetzungsentscheidungen von dieser Mitte her. Dadurch entstand eine „spezifisch theologische Kohärenz“ seiner Bibelübersetzung. „Nie zuvor war das Glaubensbuch der Christenheit in persönlicherer, radikal zuspitzenderer, einseitigerer und doch nachvollziehbarer Weise angeeignet worden.“ Für die Zeitgenossen Luthers sei das ebenso Traditionsbruch wie Faszinosum gewesen.

Der Text des Neuen Testaments wurde von Luther und seinen Mitarbeitern ergänzt durch Marginalien am inneren Rand, in denen – in der Tradition der Vulgata – auf Parallelstellen im Neuen Testament und die Fundstellen der alttestamentlichen Zitate hingewiesen wird. Am äußeren Rand finden sich Erläuterungen (Glossen) zu einzelnen Bibelstellen. Um dem Leser in den Randglossen diese zusätzlichen Erklärungen zu bieten, wurde der Bibeltext nicht wie bei der Vulgata üblich zweispaltig, sondern einspaltig gedruckt – neben den Luther-Vorreden und der Umgruppierung der Briefe ein weiterer Bruch mit der mittelalterlichen Tradition. Die Randglossen (deren Zahl in den weiteren Auflagen der Lutherbibel bis 1545 ständig stieg) nutzte Luther unter anderem dazu, um seine Übersetzungsentscheidungen zu erläutern; ein Beispiel aus der Bergpredigt: In Mt 5,9  übersetzte Luther ein griechisches Hapax legomenon mit dem von ihm möglicherweise neu gebildeten, jedenfalls ungewöhnlichen Adjektiv friedfertig:

„Selig sind die fridfertigen, denn sie werden gottes kynder heyssen. (fridfertigen) Die fridfertigen sind mehr denn fridsamen, nemlich, sie den frid machen furdern vnd erhalten vnter andern, wie Christus vns bey gott hatt frid gemacht.“

## Drucklegung
Das verlegerische Risiko übernahmen, so wird meist vermutet, zwei wohlhabende Wittenberger Bürger und persönliche Freunde Luthers: der Maler Lucas Cranach und der Goldschmied Christian Döring. Es galt, keine Zeit zu verlieren, um die Leipziger Herbstmesse (29. September bis 6. Oktober) beliefern zu können. Der Drucker Melchior Lotter wurde von Cranach und Döring einbezogen und richtete in den Cranach-Höfen seine Druckwerkstatt ein. Geplant war ein gediegener Folioband mit konventionellem Bildschmuck. Alle Vorbereitungen des Drucks wurden geheim gehalten, da man Raubdrucke der Konkurrenz fürchtete. Am 10. Mai 1522 schickte Luther erste gedruckte Seiten an Spalatin zur Begutachtung. Dann baute Lotter seine Kapazitäten aus: Ende Mai hatte er zwei Druckerpressen in Betrieb, Ende Juli waren es drei.
Thomas Kaufmann weist darauf hin, dass die Quellen keinen eindeutigen Beleg dafür bieten, dass Cranach und Döring Verleger des Septembertestaments gewesen wären. Aus Sicht Lotters wäre es wenig sinnvoll, den Gewinn mit diesen beiden teilen zu müssen. Freilich steht fest, dass sich Lotters Druckerei in den Cranachhöfen befand und einige Holzschnitte der Johannesoffenbarung von der Hand Cranachs stammen. Das lässt sich aber auch anders als mit einer Verlegerschaft Cranachs erklären.

### Initialen
Das Septembertestament war durch Holzschnitte illustriert, für einige Kunden wurden diese auch von Hand koloriert. Fast alle biblische Schriften haben eine große Holzschnittinitiale, hier begegnen Evangelistenbilder, die Ausgießung des Heiligen Geistes (zur Apostelgeschichte), Bilder der Apostel Paulus, Petrus und Johannes zu den jeweiligen Briefen, ein Hirsch (zum Hebräerbrief) und ein Vogelschießen (zum Judasbrief). Am Anfang des Jakobusbriefs sieht man die Initiale der Johannesbriefe in Zweitverwendung, ebenso wurde für die Initiale am Beginn der Johannesoffenbarung auf das Evangelistenbild des Matthäus zurückgegriffen. Man könnte sagen, dass Luthers Vorbehalte gegen die von ihm ans Ende gerückten vier neutestamentlichen Schriften auch darin zum Ausdruck kamen, dass die Initialen vom sonst befolgten Schema abwichen. Das ist ein Indiz dafür, dass Luther auf das Layout des Septembertestaments Einfluss nahm.

Initialen
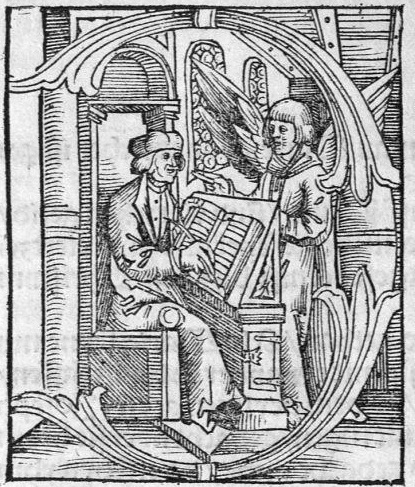
Matthäus
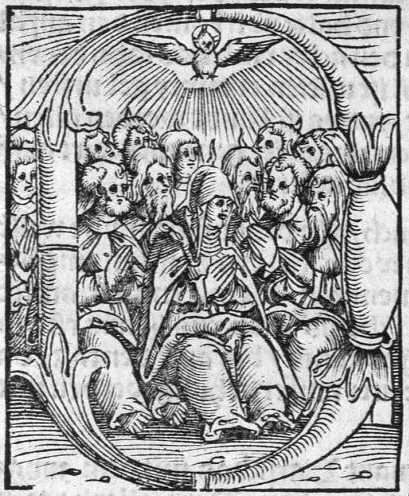
Apostelgeschichte
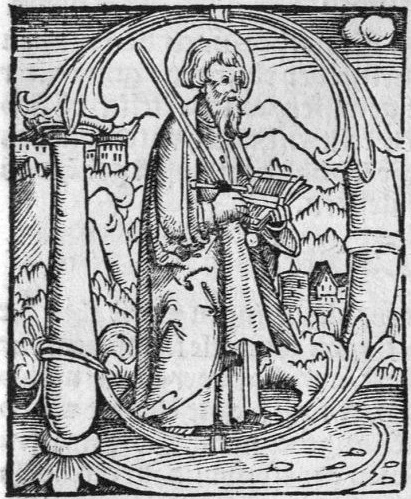
Paulus
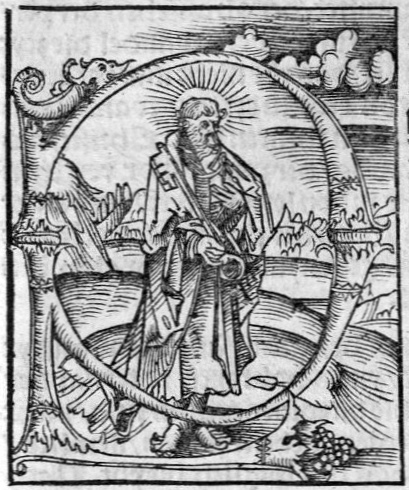
Petrus
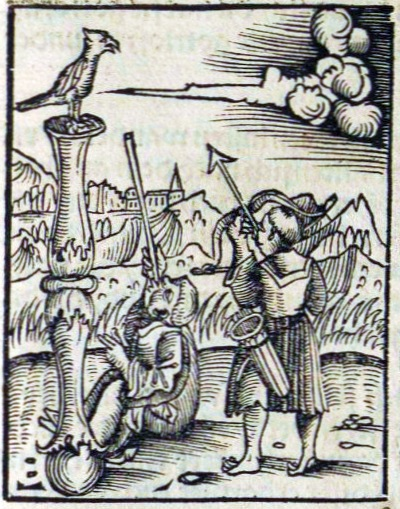
Vogelschießen

### Holzschnitt-Zyklus
Ein Zyklus von 21 Holzschnitten ist der Johannesoffenbarung beigegeben. Allein schon um Zeit zu sparen, griff Cranach auf den Apokalypse-Zyklus Albrecht Dürers zurück, und die Holzschnitte sind ganzseitig, weil das beim Drucken technisch einfacher war. Cranach ging es um die mediale Breitenwirkung, weniger (wie bei Dürer) um künstlerische Innovation. „Während Dürer die Dramatik des Weltendes betont, formulieren die Bilder im Septembertestament den allgemeinen religiösen Verfall der Gegenwart.“ Das Tier aus dem Abgrund (zu Kapitel 11) und die Hure Babylon (Kapitel 17) sind beide mit der päpstlichen Tiara gekrönt – das entging keinem zeitgenössischen Leser und erregte, wie beabsichtigt, großes Aufsehen.

Aus dem Holzschnitt-Zyklus zur Apokalypse
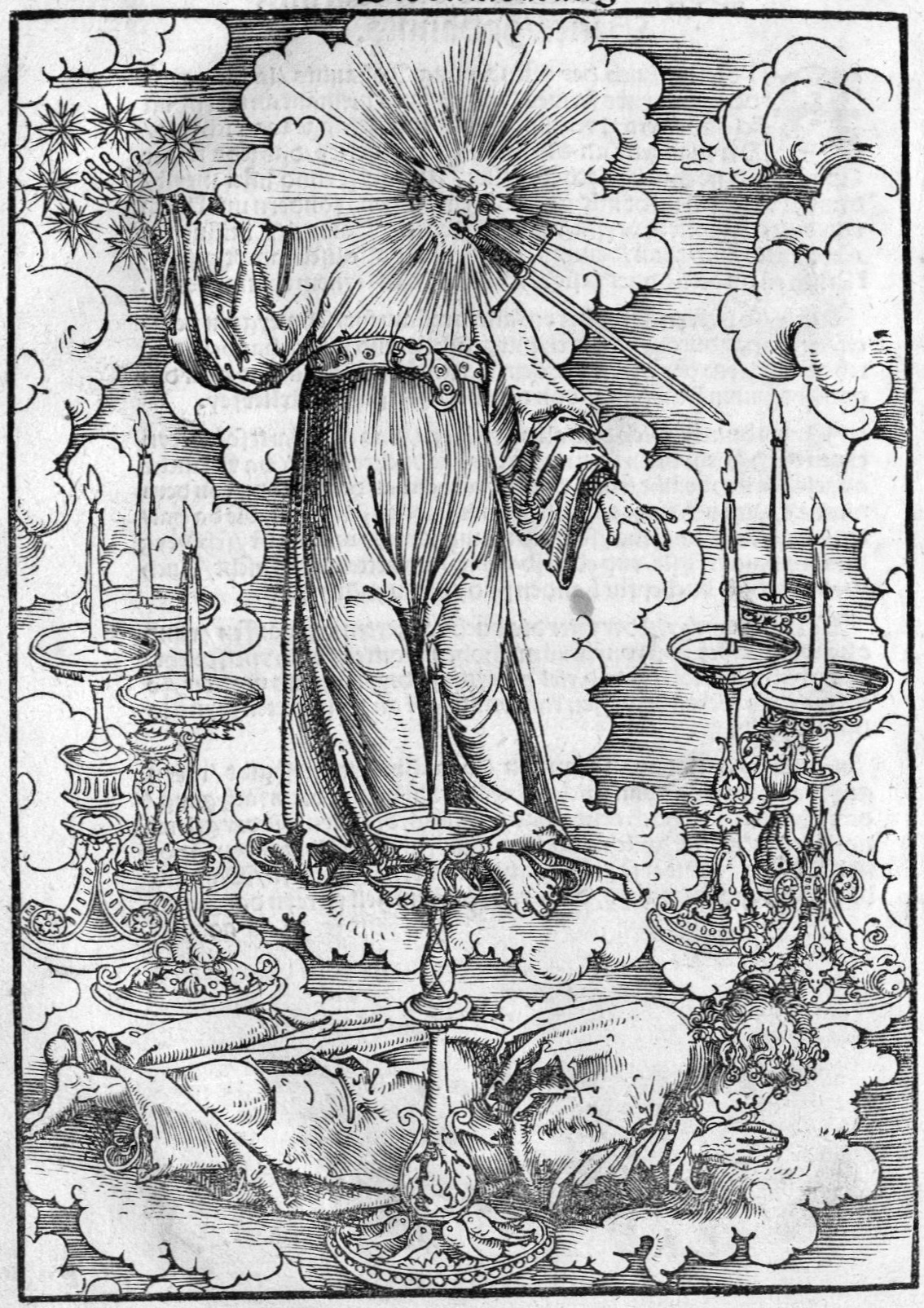
Zu Kap. 1
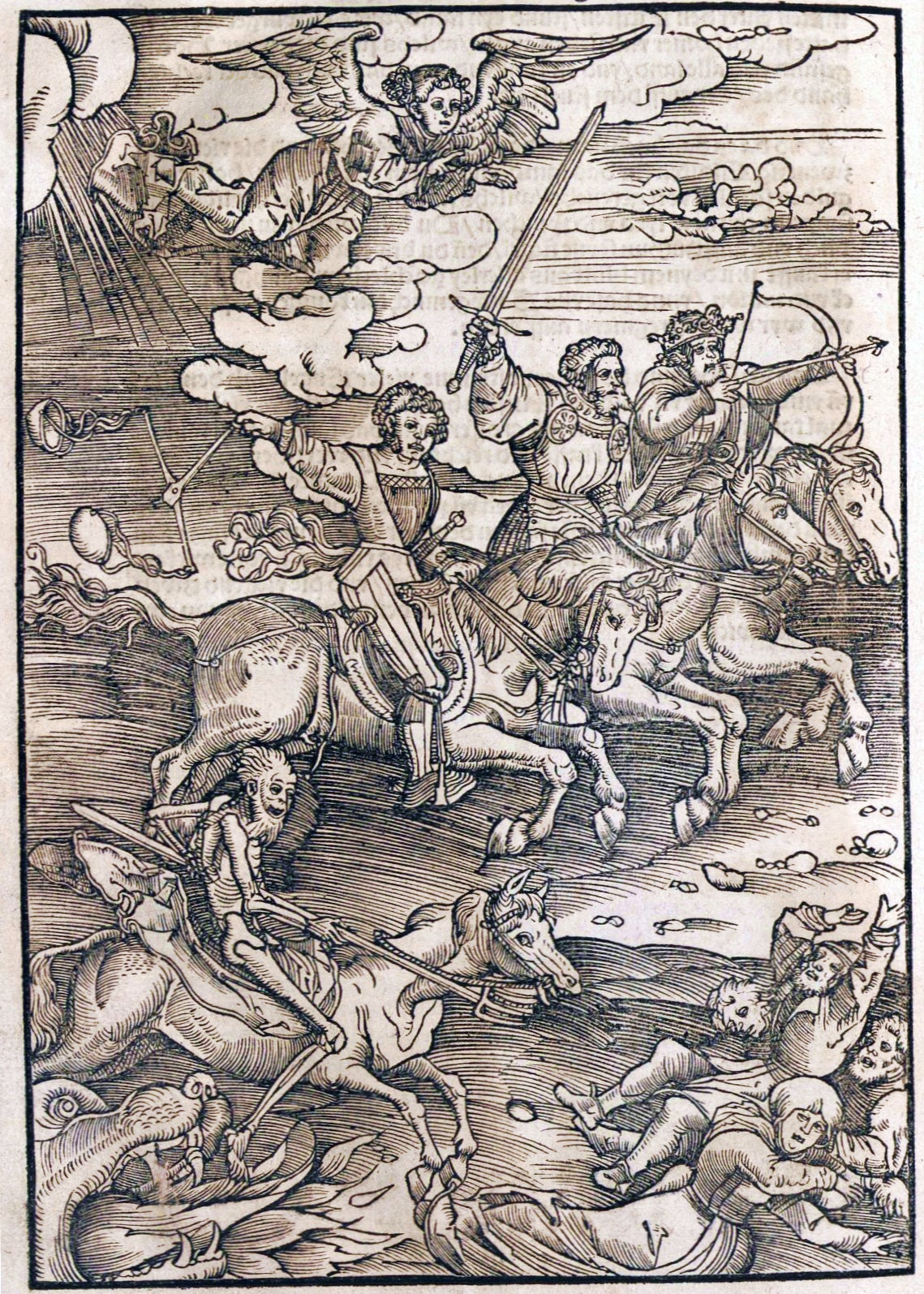
Zu Kap. 6
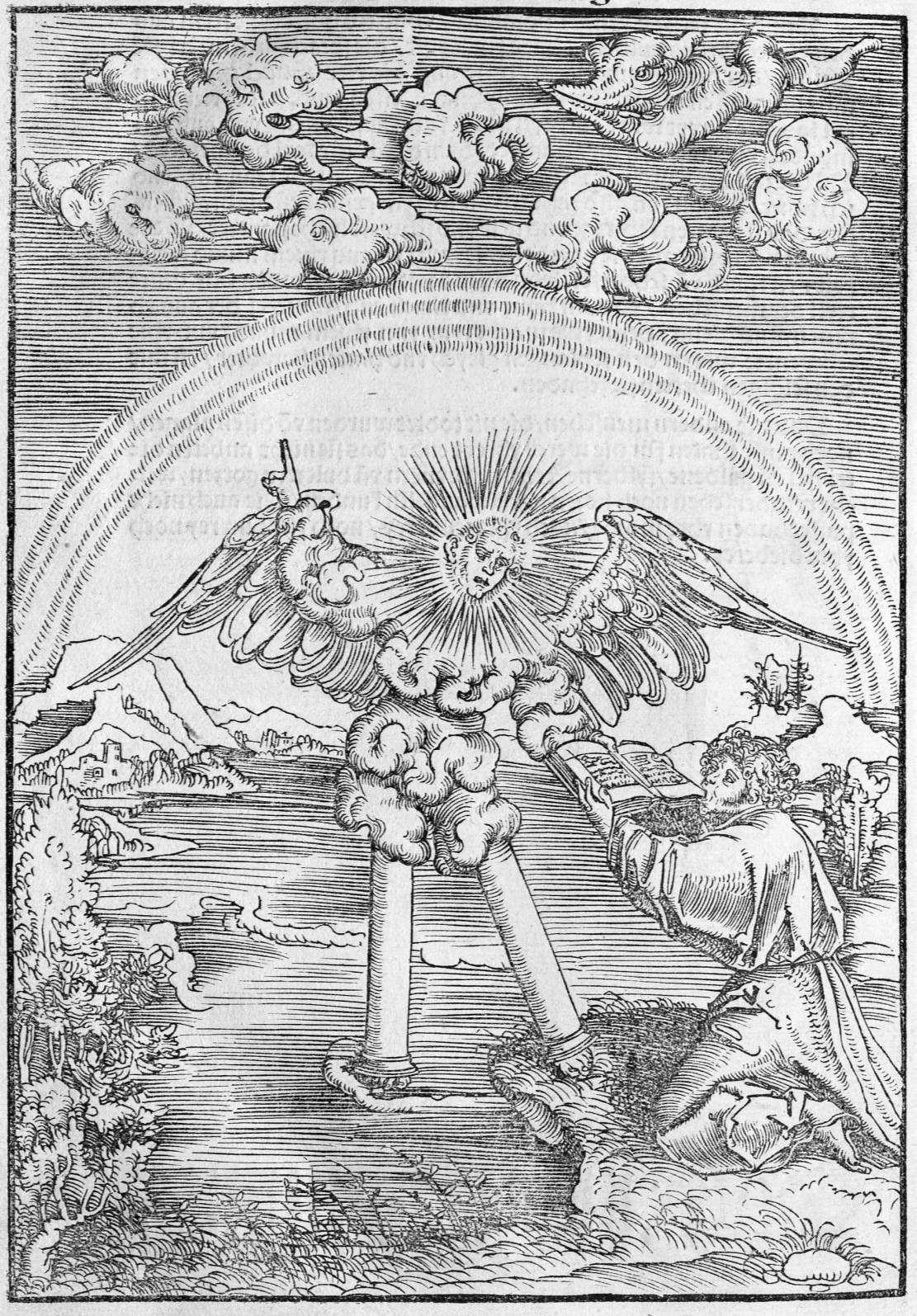
Zu Kap. 10
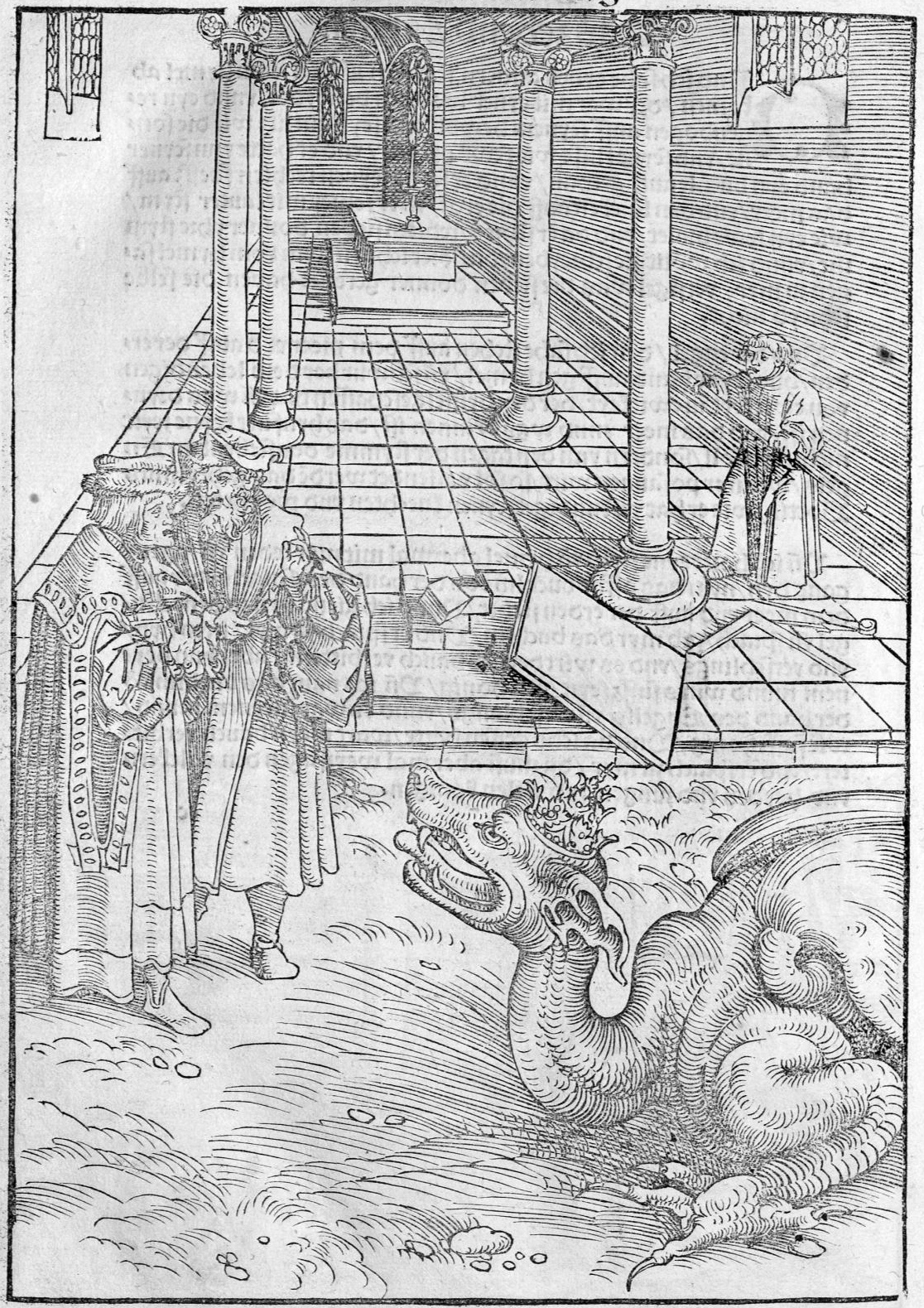
Zu Kap. 11
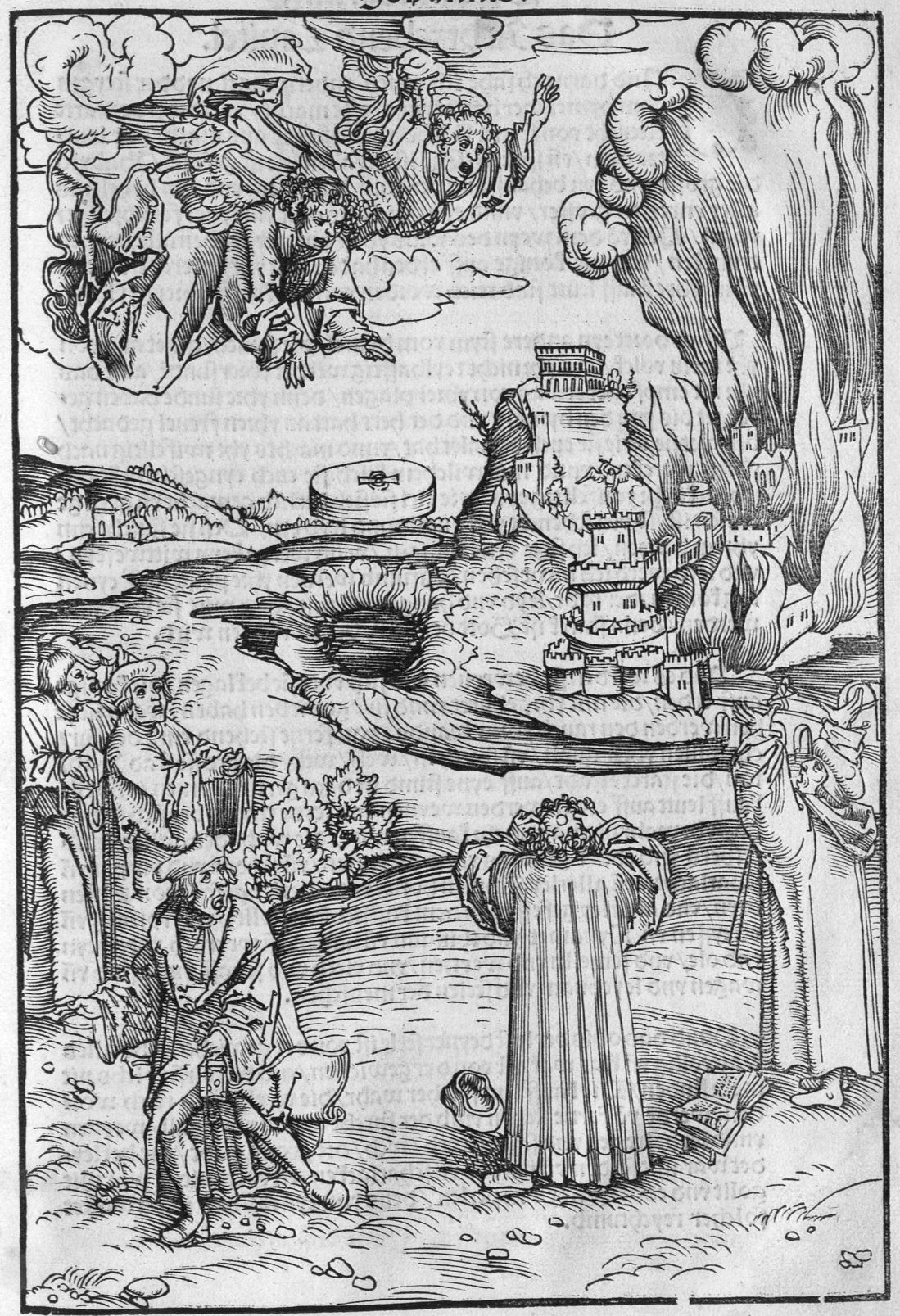
Zu Kap. 13
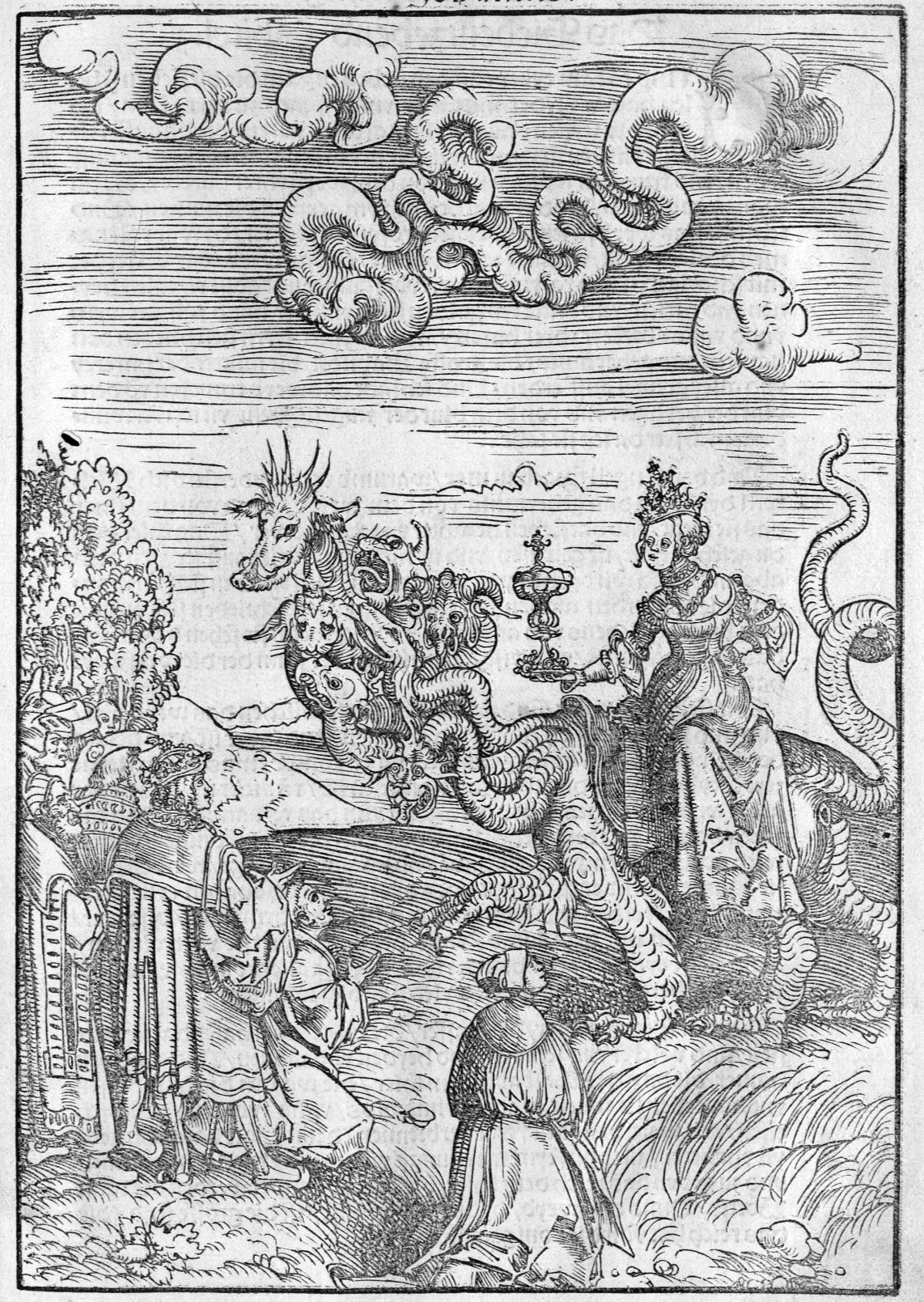
Zu Kap. 17

Man nimmt an, dass Cranach neun der 21 Holzschnitte selbst anfertigte. Darunter sind auffälligerweise gerade die Holzschnitte mit den stark antipäpstlichen Elementen. Die übrigen Holzschnitte des Zyklus überließ er seiner Werkstatt; der qualitative Unterschied zwischen der Cranachwerkstatt und Dürer ist bei den Apokalyptischen Reitern (Kapitel 6) offensichtlich.
Kaufmann stellt infrage, ob dieser provokante Holzschnittzyklus so zwischen Luther und Cranach abgesprochen war. Ausgerechnet die Johannesoffenbarung durch 21 Bildseiten aufzuwerten, stehe in deutlichem Widerspruch zu der Abwertung, die dieses biblische Buch in Luthers Vorrede erfährt. Kaufmann schlägt alternativ vor, dass die Apokalypse-Holzschnitte von Cranachs Hand für eine andere Publikation gedacht gewesen seien. Sie seien im Besitz des Druckers Lotter gewesen. Die Illustration des Septembertestaments mit diesen Holzschnitten sei Lotters Idee gewesen, der deutlich unqualifiziertere Kräfte damit beauftragt habe, den Zyklus zu komplettieren.

## Rezeptionsgeschichte

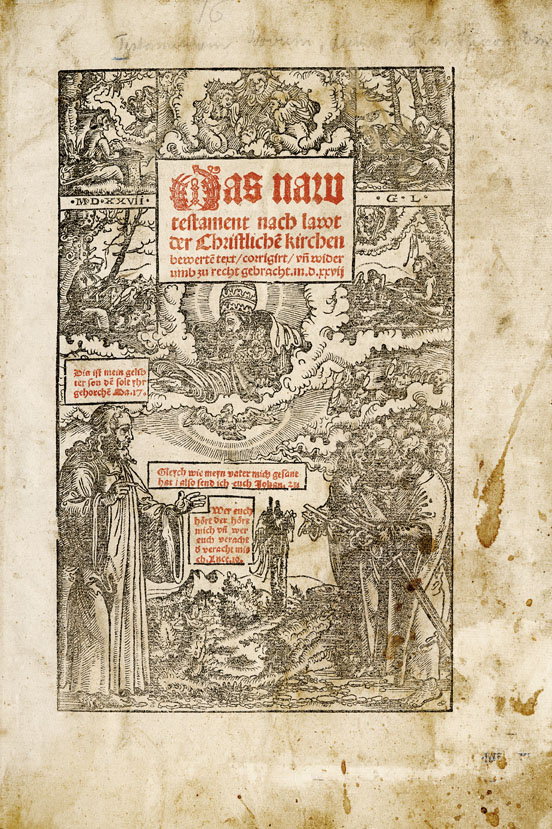
Das naw testament nach lawt der Christlichē kirchen, Titelseite (Niedersächsische Landesbibliothek, Signatur CIM 8/9071)

Das Septembertestament war von vornherein für eine wohlhabende Kundschaft konzipiert. Es kostete je nach Ausstattung zwischen ½ Gulden (ungebunden) und 1½ Gulden. ½ Gulden war etwa der Wochenlohn eines Zimmergesellen. Trotz des recht hohen Preises waren die 3000 Exemplare schnell verkauft, und im Dezember 1522 kam die zweite Auflage auf den Markt (Dezembertestament). Darin waren einige Fehler der Erstausgabe korrigiert, insbesondere wurden die päpstlichen Tiaren aus den Druckstöcken des Apokalypse-Zyklus entfernt. An diesen Stellen blieb im Dezembertestament ein weißer Fleck. Bis 1533 wurde Luthers Neues Testament insgesamt 85-mal aufgelegt.
Sechs Wochen nachdem das Septembertestament in den Handel gekommen war, erließ Herzog Georg der Bärtige ein Edikt, das den Besitz dieses Buchs im albertinischen Sachsen verbot. Wer schon ein Exemplar besaß und es den Behörden ablieferte, sollte den Kaufpreis erstattet bekommen. Ähnliche Verbote in Brandenburg, Bayern und Österreich folgten. Herzog Georg beauftragte Hieronymus Emser damit, eine rechtgläubige Übersetzung des Neuen Testaments zu erstellen, um damit Luthers Version vom Buchmarkt zu verdrängen. Emsers Neues Testament wurde 1527 unter dem Titel Das naw testament nach lawt der Christlichē kirchen in Dresden gedruckt (Foto) und verkaufte sich sehr gut. Es handelte sich dabei aber, wie Luther mit Genugtuung feststellte, weitgehend um ein Textplagiat: Emser „nahm für sich mein Neu Testament fast von Wort zu Wort wie ich’s gemacht habe, und tat meine Vorrede, Glosse und Namen davon, schrieb seinen Namen, Vorrede und Glosse dazu, verkaufte also mein Neu Testament unter seinem Namen…“ (Sendbrief vom Dolmetschen) Zur Illustration der Johannesoffenbarung im Dresdner Neuen Testament dient der retuschierte Apokalypse-Zyklus der Cranachwerkstatt. Emser hatte die Druckstöcke in Wittenberg gekauft. Andere antirömische Elemente des Apokalypse-Zyklus wurden anscheinend nicht als konfessionelle Polemik wahrgenommen, so begegnet das Bild der brennenden Stadt Rom (zu Kapitel 13) aus dem Cranach-Zyklus unverändert in Emsers Neuem Testament und später auch in weiteren altgläubigen Bibelübersetzungen. Die Vorstellung, dass die Einwohner von Rom von Gott im Endgericht für ihr lasterhaftes Leben bestraft würden, fand offenbar weite Zustimmung.

## Weltdokumentenerbe
Die erhaltenen Exemplare des Septembertestaments unterscheiden sich in Details. Das liegt daran, dass in Lotters Druckerei zeitweise drei Pressen gleichzeitig in Betrieb waren. Man löste bestehende Sätze auf, um die Lettern für neue Textseiten verwenden zu können. Ein Exemplar des Septembertestaments im Bestand der Herzog August Bibliothek in Wolfenbüttel gehört als eine der frühen Schriften der Reformationsbewegung zum Weltdokumentenerbe in Deutschland (Signatur: Bibel-S. 4° 257). Es umfasst 222 Blatt Folio (Satzspiegel: 21,3 cm × 20,3 cm). Am Schluss ist ein Verzeichnis der kirchlichen Perikopen angebunden (Silvan Otmar, Augsburg 1523). Der Band weist ein auf 1706 datiertes Supralibros der Augsburger Patrizierfamilie Rehm auf; der Ledereinband mit Metallschließen ist modern.

## Werkausgaben
- Das Newe Testament Deutzsch. Septembertestament. Faksimile-Ausgabe. Deutsche Bibelgesellschaft, Stuttgart 2021. ISBN 978-3-438-03385-7.
- Weimarer Ausgabe von Luthers Werken, Deutsche Bibel 1522–1546, Bände 6 und 7: Neues Testament, Band 1 (Evangelien und Apostelgeschichte). Böhlau, Weimar 1929 und Band 2 (Episteln und Offenbarung). Böhlau, Weimar 1931.